# Christo Batandschiew

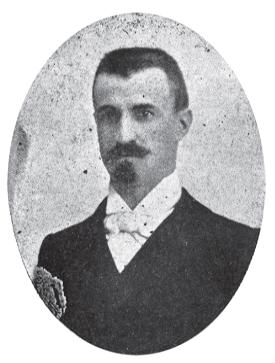
Christo Batandschiew

Christo Iwanow Batandschiew (auch Hristo Ivanov Batandžiev geschrieben, bulgarisch Христо Иванов Батанджиев; * in Gumendsche, Osmanisches Reich, heute Goumenissa in Griechenland; † 18. Juni 1913 im Ägäischen Meer) war ein bulgarisch-makedonischer Revolutionär, Gründer und Mitglied der Inneren Makedonisch-Adrianopeler Revolutionären Organisation (IMARO).

## Leben
Christo Batandschiew wurde in der osmanischen Stadt Gumendsche, heute Goumenissa, bei Thessaloniki in heutigen Nordgriechenland geboren. Seit Vater war Priester des Bulgarischen Exarchats und Mitglied der bulgarischen Gemeinde in der Stadt. Zwischen 1888 und 1911 war Christo Batandschiew Lehrer am bulgarischen Männergymnasium in Thessaloniki. Im Oktober 1893 war er, neben Christo Tatartschew, Dame Gruew, Petar Poparsow, Anton Dimitrow und Iwan Chadschinikolow, Gründer des Bulgarischen Makedonisch-Adrianopeler Revolutionären Komitees (BMARK), welches sich später in die Innere Makedonisch-Adrianopeler Revolutionäre Organisation (IMARO) umbenannte.
Nach der jungtürkischen Revolution im Jahr 1908 war Batandschiew politisch in der Partei „Union der bulgarischen Verfassungsclubs in Makedonien“ (bulg. Съюз на българските конституционни клубове) aktiv. Im Juni 1913, nach dem Ausbruch des Zweiten Balkankrieges, wurde er zusammen mit weiteren Bulgaren von den griechischen Behörden in Thessaloniki festgenommen und auf ein Schiff gebracht, um auf der Insel Paleo Trikeri interniert zu werden. Unterwegs wurde Christo Batandschiew zusammen mit dem bulgarischen Archimandrit von Thessaloniki, Ewlogij, in die Ägäis geworfen.
Sein Sohn Iwan Batandschiew (1899–?) war ein bulgarischer Sportler und gehörte zu einem der Gründer der bulgarischen Fußballmeisterschaft. Zudem war er Vorsitzender des bulgarischen Fußballverbandes und Trainer der bulgarischen Fußballnationalmannschaft.